# Txerepànovo (Novossibirsk)
Txerepànovo (en rus Черепаново) és una ciutat asiàtica de l'óblast de Novossibirsk, al districte federal de Sibèria, dins de la Federació Russa.
Txerepànovo abasta una superfície d'uns 20 km² i acull una població d'uns 20.000 habitants. Està situada a uns 100 km al sud de la ciutat de Novossibirsk, capital de la província i de Sibèria i tercera ciutat més poblada de Rússia.
El seu origen està lligat a la construcció de la via de ferrocarril Novossibirsk - Barnaül el 1912. L'establiment rebé el nom de Sbovodni (Свободный, Lliure, en rus). Amb la posada en funcionament del trajecte ferroviari, el 1915, la vila experimentà un creixement continuat. El 1921, canvià el seu nom original per l'actual de Txerepànovo. Fou declarada ciutat el 1925.